# Île Sauvie
L’île Sauvie (anglais : Sauvie Island, à l'origine Wapato Island ou Wappatoo Island depuis les langues chinooks) est une île fluviale du fleuve Columbia dans l'État américain de l'Oregon.
Avec 105 kilomètres carrés, c'est la plus grande île fluviale du fleuve. Elle se trouve à environ au nord-ouest de Portland, entre le fleuve Columbia à l'Est, le Multnomah Channel à l'ouest et la rivière Willamette au sud.
Une grande partie de l'intérieur comprend des plans d'eau. Le lac Sturgeon, dans la partie centre-nord de l'île, est le plus important. La plupart de l'île est dans le comté de Multnomah, mais le tiers nord appartient au comté de Columbia. Le pont de l'île Sauvie permet de relier l'île à partir de la U.S. Route 30.
L'île est à prédominance agricole et est un refuge pour la faune locale.
Il y avait 1 078 résidents lors du recensement de 2000.